# Războiul Ruso-Ucrainean (2014–prezent)
Războiul Ruso-Ucrainean a izbucnit în februarie 2014. Pe 21 noiembrie 2013, a izbucnit valul de proteste proeuropene și demonstrații din Ucraina, numite și Euromaidan. Protestele au avut ca rezultat demiterea președintelui pro-rus Viktor Ianukovici și semnarea Acordului de asociere cu UE și cel de liber schimb. Pe 27 februarie 2014, președintele Federației Ruse a declanșat o campanie militară de anexare a peninsulei ucrainene Crimeea. Pe 12 aprilie 2014, a izbucnit războiul din Donbas dintre Ucraina și separatiștii pro-ruși care au preluat controlul asupra unor clădiri guvernamentale din est și au proclamat republicile Donețk și Lugansk drept state independente, nerecunoscute la nivel internațional. În septembrie 2014, Ucraina, condusă atunci de președintele Petro Poroșenko, Rusia și cele două republici separatiste au semnat un acord de încetare a focului: Acordul de la Minsk. Armistițiul a fost încălcat după ce luptele au fost reluate în ianuarie 2015 și separatiștii pro-ruși au capturat Aeroportul Donețk. Pe 12 februarie 2015 a  fost convenită o nouă încetare a focului, Acordul de la Minsk II, încălcat după ce separatiștii ruși au reluat ofensiva asupra Debalțeve. Ambele părți și-au întărit poziția prin construirea unor rețele de tranșee, buncăre și tuneluri, ducând la un război static. În 2019, alegerile prezidențiale din Ucraina au fost câștigate de actorul Volodimir Zelenski care a combătut corupția și a solicitat garanții de securitate și sprijin militar din partea NATO pentru a „rezista” amenințării ruse, dar totodată, pentru a calma populația, s-a distanțat de avertismentele Washingtonului privind o invazia rusească iminentă. 
După ce a negat în mod repetat că are planuri de a ataca Ucraina, la 24 februarie 2022, președintele rus Vladimir Putin a anunțat o „operațiune militară specială” pentru a sprijini republicile separatiste Donețk și Lugansk. Putin a susținut opinii iredentiste și imperialiste care contestă Ucrainei legitimitatea ca stat, și fără temei, acuzat guvernul ucrainean că este neonazist și comite genocid împotriva minorității ruse din Donbas. Președintele rus a spus că scopul Rusiei este „demilitarizarea și denazificarea” Ucrainei. . Au fost lansate lovituri aeriene ruse și o invazie terestră din Crimeea și Donbas pentru a ocupa capitala Ucrainei, Kiev. 
Ucraina a promulgat legea marțială, a ordonat o mobilizare generală și a rupt relațiile diplomatice cu Rusia. Invazia rusă a fost considerată de către mass-media ca cel mai „devastator conflict din Europa de la al Doilea Război Mondial”,  provocând moartea a peste unui  milion de militari morți și mii de civili. Din populația de 41 milioane a Ucrainei, 8 milioane de ucraineni au fost strămutați și peste 8,2 milioane au fugit din țară, rezultând cea mai mare criză de refugiați din Europa de la al Doilea Război Mondial. Rusia a fost acuzată pentru că a bombardat deliberat și nediscriminatoriu obiective civile. Curtea Penală Internațională a deschis o anchetă pentru a investiga crimele de război. Putin și alți oficiali ruși au primit mandate de arestare pentru crime împotriva umanității.   
Invazia rusească a fost condamnată la nivel internațional de către statele occidentale, în frunte cu Statele Unite ale Americii, Regatul Unit al Marii Britanii, Franța, Țările de Jos, Germania, Finlanda, Suedia, Norvegia,  Polonia, Danemarca, Estonia, Lituania, Letonia, Grecia, Spania, Turcia, Elveția, România, Canada, Australia, Noua Zeelandă, Coreea de Sud etc. Multe dintre țările membre NATO și aliate cu SUA au impus sancțiuni economice Rusiei și au trimis ajutoare militare, financiare și umanitare pentru a ajuta Ucraina. Cel mai mare susținător al Ucrainei independente a fost președintele democrat american, Joe Biden, care a presat Congresul să ofere ajutoare în valoare de 174 miliarde de dolari.   După ce a întâmpinat o rezistență dură, Rusia a abandonat obiectivul de a captura Kievul în aprilie 2022. În august 2022, forțele ucrainene au declanșat o ofensivă pentru recuperarea teritoriilor ocupate de ruși din nord-estul și sudul Ucrainei.  Pe 6 septembrie 2022, Iranul a livrat Rusiei câteva sute de rachete balistice pentru a fi folosite împotriva Ucrainei, marcând o nouă fază a colaborării militare dintre Moscova și Teheran. Pe 30 septembrie 2022, Rusia a anexat oficial patru provincii ucrainene: Donețk, Herson, Lugansk și Zaporojie.
În 2023, trupele ruse au continuat înaintarea în Donbas, fiind trimiși la luptă și mercenari din Grupul Wagner ce s-au răzvrătit în iunie 2023. Ucraina a lansat o contraofensivă în vara anului 2023, folosind vehicule blindate și arme de fabricație occidentală, dar obține mici câștiguri teritoriale. În august 2024, Ucraina a condus o ofensivă peste graniță și a ocupat regiunea rusească Kursk. În noiembrie 2024, războiul a escaladat după ce Coreea de Nord a trimis trupe pentru a sprijini armata rusă în încercarea de a recupera regiunea Kursk. De la începerea războiului, trupele ruse au ocupat aproximativ 20% din Ucraina până la începutul anului 2025. După câștigarea alegerilor prezidențiale din SUA de către republicanul Donald Trump, Ucraina și Rusia și-au exprimat dorința de a începe negocierile de pace.  

## Context istoric
În secolul al XIII-lea Crimeea era parțial controlată de Veneția și Genova; apoi au stăpânit aici Hanatul Crimeii și Imperiul Otoman, între secolele XV-XVIII. Imperiul Rus a ocupat peninsula între secolele XVIII-XX, peninsula devenind parte apoi a RSSF Ruse și (din 1954) a RSS Ucrainene în cadrul Uniunii Sovietice. Din 1991 devine parte a Ucrainei independente, ca Republica Autonomă Crimeea.

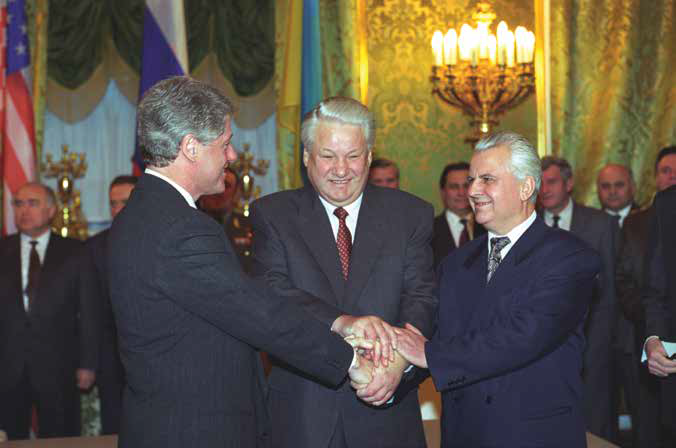
Președintele american Bill Clinton, președintele rus Boris Elțin și președintele ucrainean Leonid Kravciuk, după semnarea Memorandumului de la Budapesta privind dezarmarea nucleară a Ucrainei, ianuarie 1994

După dizolvarea Uniunii Sovietice în decembrie 1991, noile state independente, Federația Rusă și Ucraina, au menținut relații cordiale. În schimbul garanțiilor de securitate, Ucraina a semnat Memorandumul de la Budapesta în 1994 , acceptând să cedeze  armele nucleare ale fostei Uniuni Sovietice.  Până în anul 1994, Ucraina avea în posesia sa între 1.514 și 2.156 de focoase nucleare strategice și între 2.800 și 4.200 de focoase nucleare tactice, clasându-se pe locul 3 în topul țărilor cu cele mai multe arme nucleare. 
La acel moment, Rusia, Marea Britanie și SUA au convenit în Memorandumul de la Budapesta să susțină integritatea teritorială a Ucrainei. În 1999, Rusia a semnat Carta pentru Securitate Europeană, afirmând dreptul fiecărei foste republici sovietice „de a-și alege sau schimba aranjamentele de securitate”, precum și dreptul de aderare la alianțe. Dar în 2002, Putin a declarat că relațiile Ucrainei cu NATO sunt „o chestiune între cei doi parteneri”. 
În anii de după dizolvarea URSS, țările baltice, România, Bulgaria, Cehia, Slovacia, Polonia și alte state din fostul bloc estic s-au alăturat NATO, ca răspuns la amenințările regionale de securitate care implicau Rusia, cum ar fi criza constituțională rusă din 1993, Războiul din Abhazia (1992–1993) și Primul Război Cecen (1994–1996). Putin a spus că puterile occidentale au încălcat promisiunile de a nu lăsa nicio țară din Europa de Est să se alăture. 
La alegerile prezidențiale din Ucraina din 2004, candidatul opoziției, Viktor Iușcenko, a fost otrăvit de dioxina TCDD, acuzând Rusia pentru tentativa de asasinare . Viktor Ianukovici a fost declarat câștigător, în ciuda acuzațiilor de fraudare a voturilor din partea observatorilor electorali.  Pe parcursul unei perioade de proteste și demonstrații care a durat două luni, care a devenit cunoscută sub numele de Revoluția Portocalie, proteste pașnice mari au contestat cu succes rezultatul, iar Curtea Supremă a Ucrainei a anulat rezultatul din cauza fraudei electorale la scară largă. 

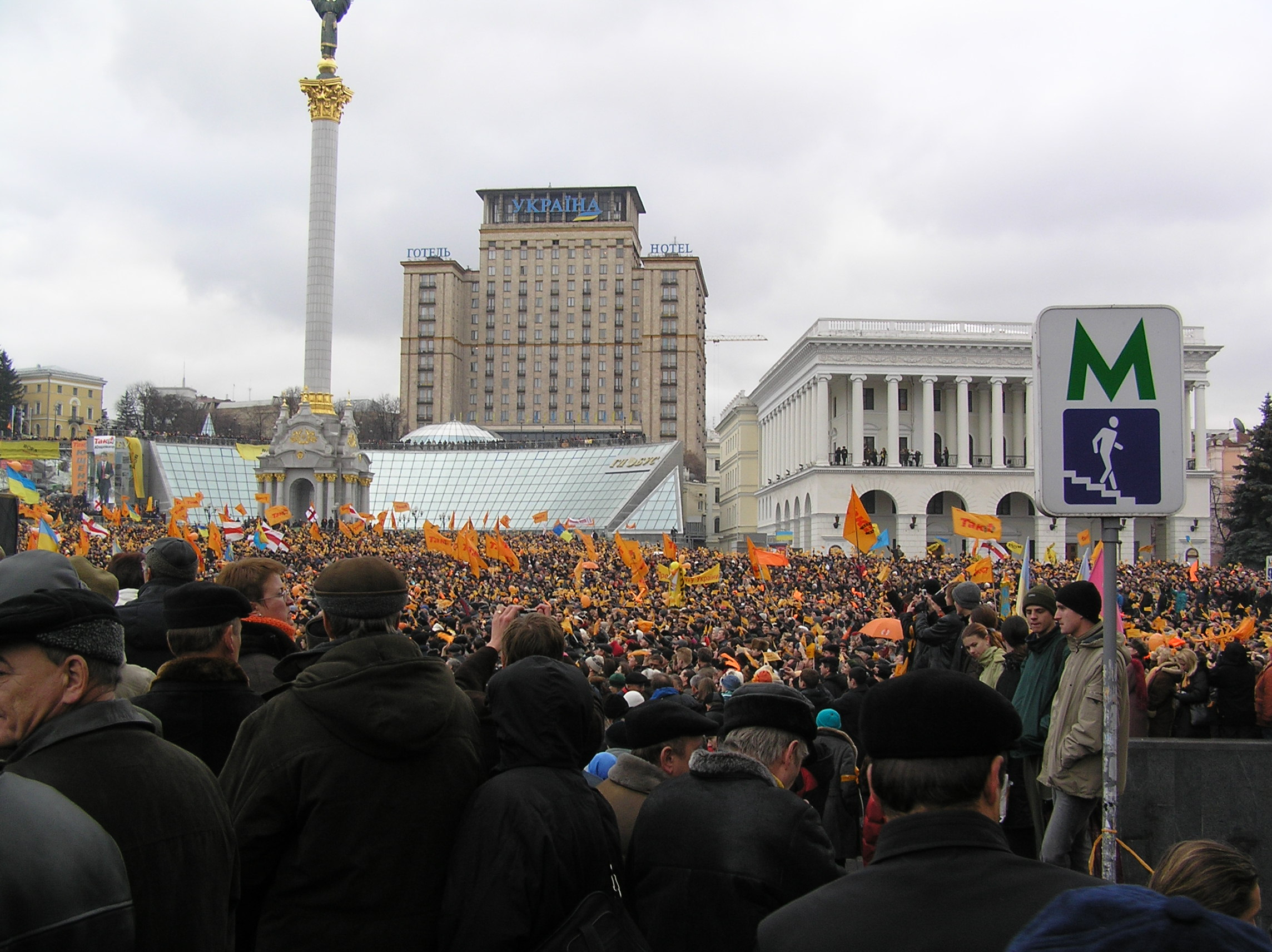
Revoluția Portocalie din Ucraina

Reluarea alegerilor a fost câștigată de Iuscenko. Revoluția portocalie este adesea grupată cu alte mișcări de protest de la începutul secolului 21 din fosta URSS. Potrivit lui Anthony Cordesman, ofițerii militari ruși au văzut astfel de revoluții de culoare ca încercări ale statelor americane și europene de a submina Rusia.  
La summitul de la București din 2008 , Ucraina și Georgia au cerut să adere la NATO, dar membrii NATO au fost divizați. Țările vest-europene s-au opus oferirii de planuri de acțiune pentru aderare Ucrainei și Georgiei, temându-se că aceasta ar tulbura Rusia. În schimb, NATO a emis și o declarație prin care a fost de acord că „aceste țări vor deveni membre ale NATO” la un moment dat. Putin s-a opus ferm candidaturilor lor de aderare la NATO.  
Forțele ruse au invadat Georgia în august 2008 și au preluat controlul asupra regiunilor separatiste Abhazia și Osetia de Sud, demonstrând disponibilitatea Rusiei de a folosi forța militară pentru a-și atinge obiectivele politice. 
În 2010, alegerile prezidențiale au fost câștigate de Ianukovici.  
În 2013, parlamentul Ucrainei a aprobat în mod covârșitor finalizarea unui acord de asociere cu Uniunea Europeană (UE). Rusia a făcut presiuni asupra Ucrainei să o respingă. Consilierul Kremlinului Serghei Glazyev a avertizat în septembrie 2013 că, dacă Ucraina va semna acordul UE, Rusia nu va mai recunoaște granițele Ucrainei.  În noiembrie, președintele ucrainean Viktor Ianukovici s-a retras brusc de la semnarea acordului și a optat pentru legături mai strânse cu Uniunea Economică Eurasiatică condusă de ruși. Această retragere forțată a declanșat un val de proteste cunoscut sub numele de Euromaidan, care a culminat cu Revoluția Demnității din februarie 2014.Protestatarii s-au opus implicării Rusiei în politica internă, corupției guvernamentale, abuzului de putere și încălcărilor drepturilor omului, inclusiv împotriva noilor legi care interziceau protestele.
În perioada 18-20 februarie 2014, peste 100 de protestatari au fost uciși în confruntări cu poliția din Berkut; majoritatea au fost împușcați de lunetiști. 
La 21 februarie 2014, Ianukovici și liderii opoziției au semnat un acord pentru a crea un guvern interimar de unitate pentru a efectua schimbări constituționale urgente (care trebuiau semnate de președinte) și a organiza alegeri anticipate. Cu toate acestea, Ianukovici a fugit din capitală în acea seară și nu a informat parlamentul despre locul în care se află. A doua zi, parlamentul Ucrainei a votat în unanimitate revocarea lui Ianukovici din funcție (aproximativ 73% din cei 450 de membri ai parlamentului au votat). Ianukovici, suspendat de la putere de parlament, a fugit în Rusia. 
La 27 februarie, a fost stabilit un guvern interimar și au fost programate alegeri prezidențiale anticipate. A doua zi, Ianukovici , aflat în Rusia, a declarat că rămâne președintele Ucrainei. Unii lideri politici din regiunile de est în principal vorbitoare de rusă și-au declarat loialitatea față de Ianukovici.  
De la finalul lunii februarie 2014, în mai multe orașe din estul și sudul Ucrainei au avut loc demonstrații pro-ruse, separatiste și contrarevoluționare. Primele proteste au fost în mare parte expresii native ale nemulțumirii față de noul guvern ucrainean.  La 23 februarie, parlamentul Ucrainei a adoptat un proiect de lege pentru revocarea statutului rusei ca limbă oficială de stat. Proiectul de lege nu a fost adoptat, dar propunerea a provocat furie în regiunile rusofone din Ucraina.  
Majoritatea protestelor au avut loc în regiunea Donbas. Rusia a folosit protestele pentru a lansa o campanie de război politic, război informațional și război asimetric împotriva Ucrainei. Statul rus a finanțat separatiștii și a organizat proteste separatiste, consilierii Kremlinului Vladislav Surkov și Serghei Glazyev. Autoritățile ucrainene au arestat liderii separatiști locali la începutul lunii martie. 

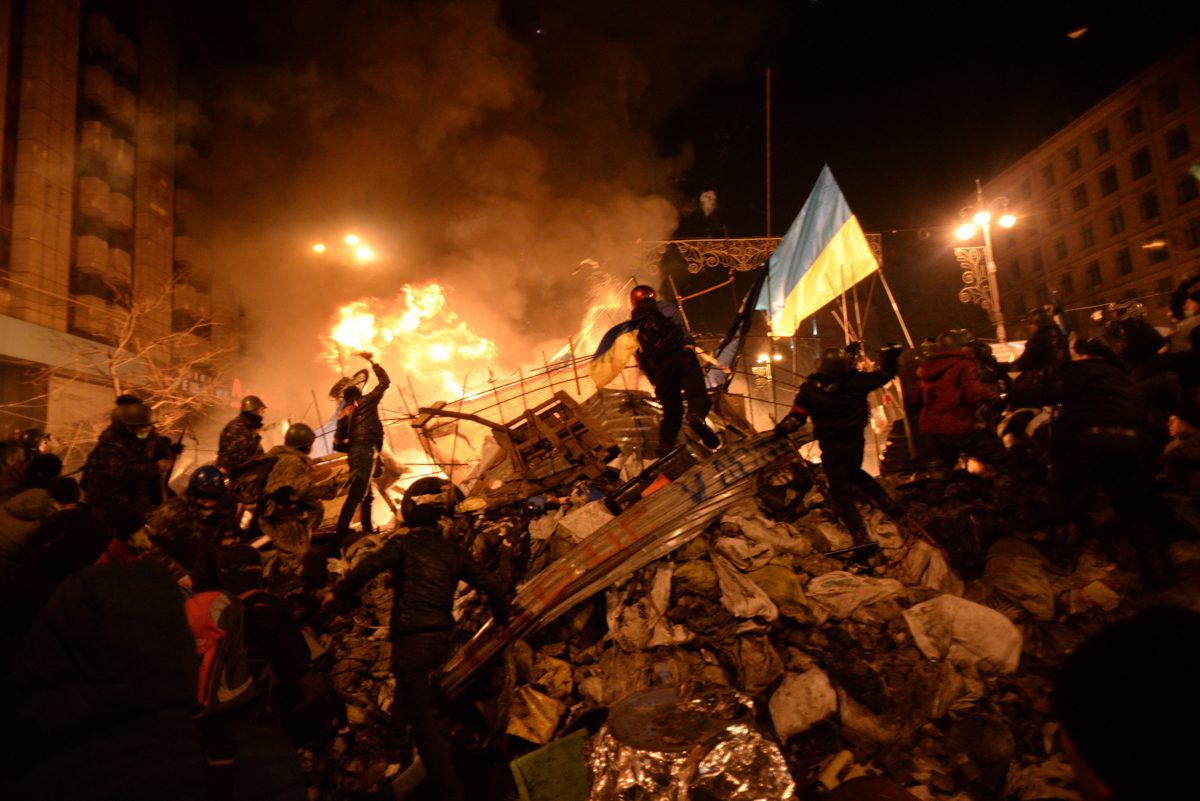
Euromaidanul de la Kiev, 18 februarie 2014
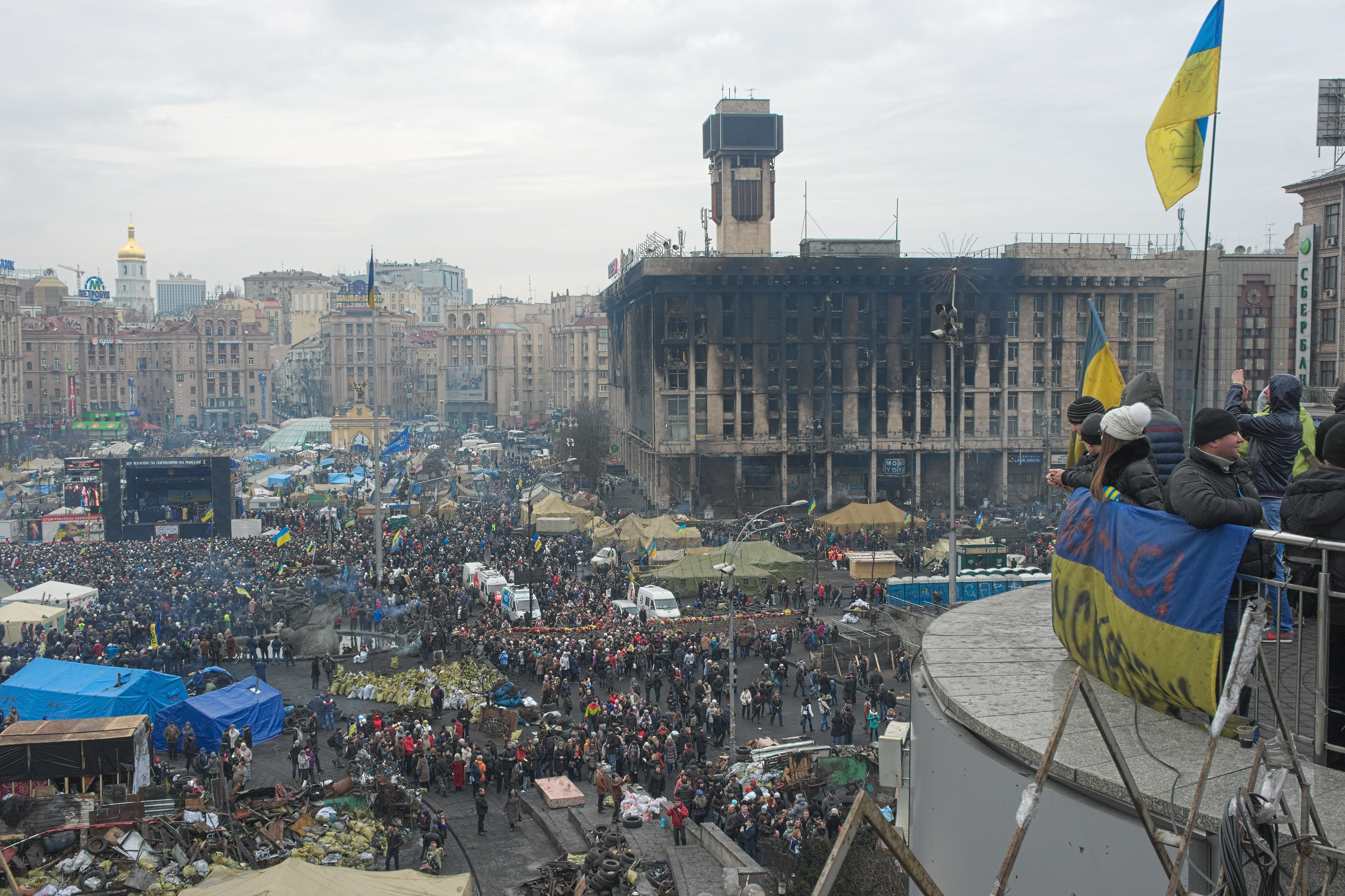
Euromaidanul de la Kiev, 23 februarie 2014
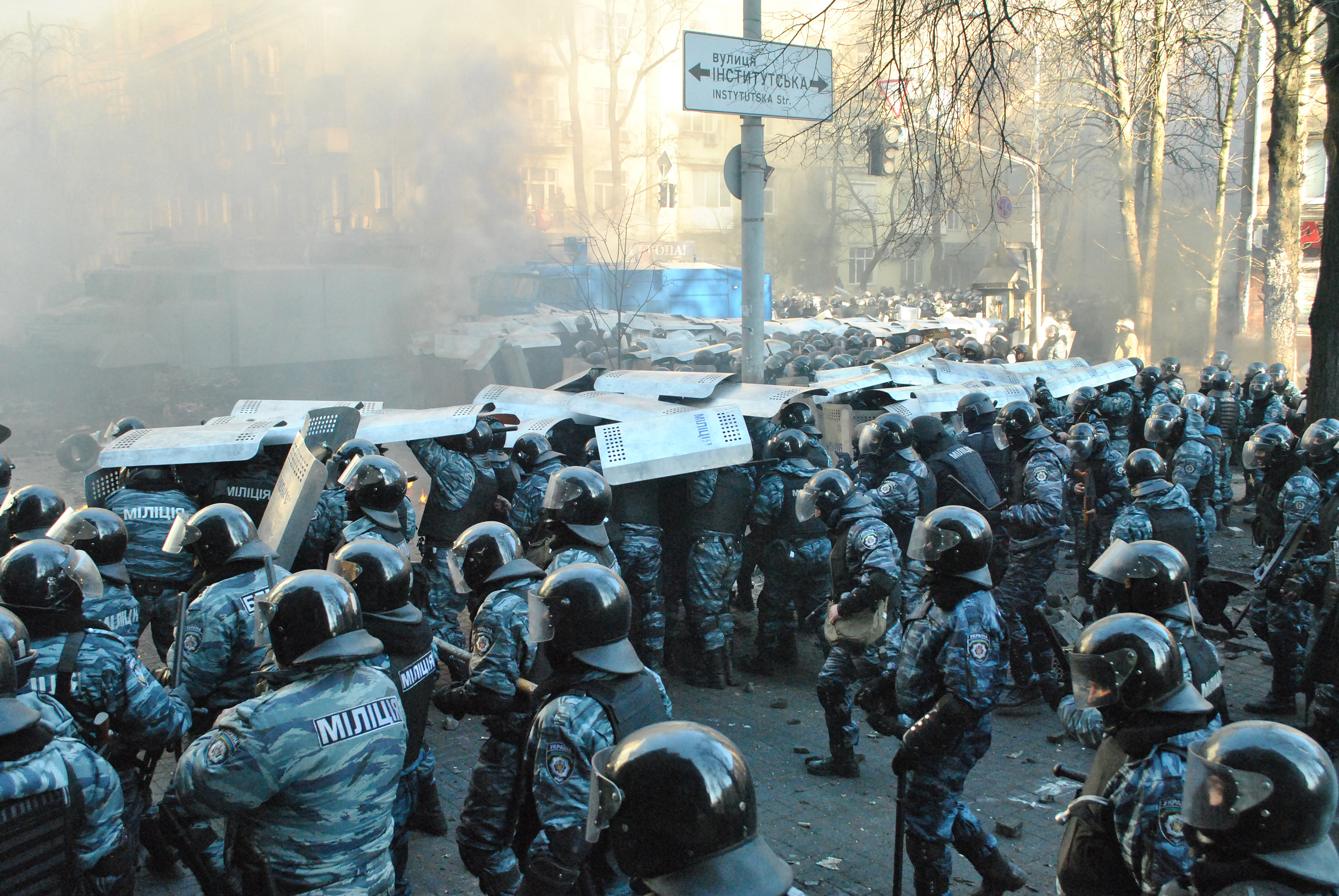
Luptele dintre protestatari și forțele de ordine din Berkut
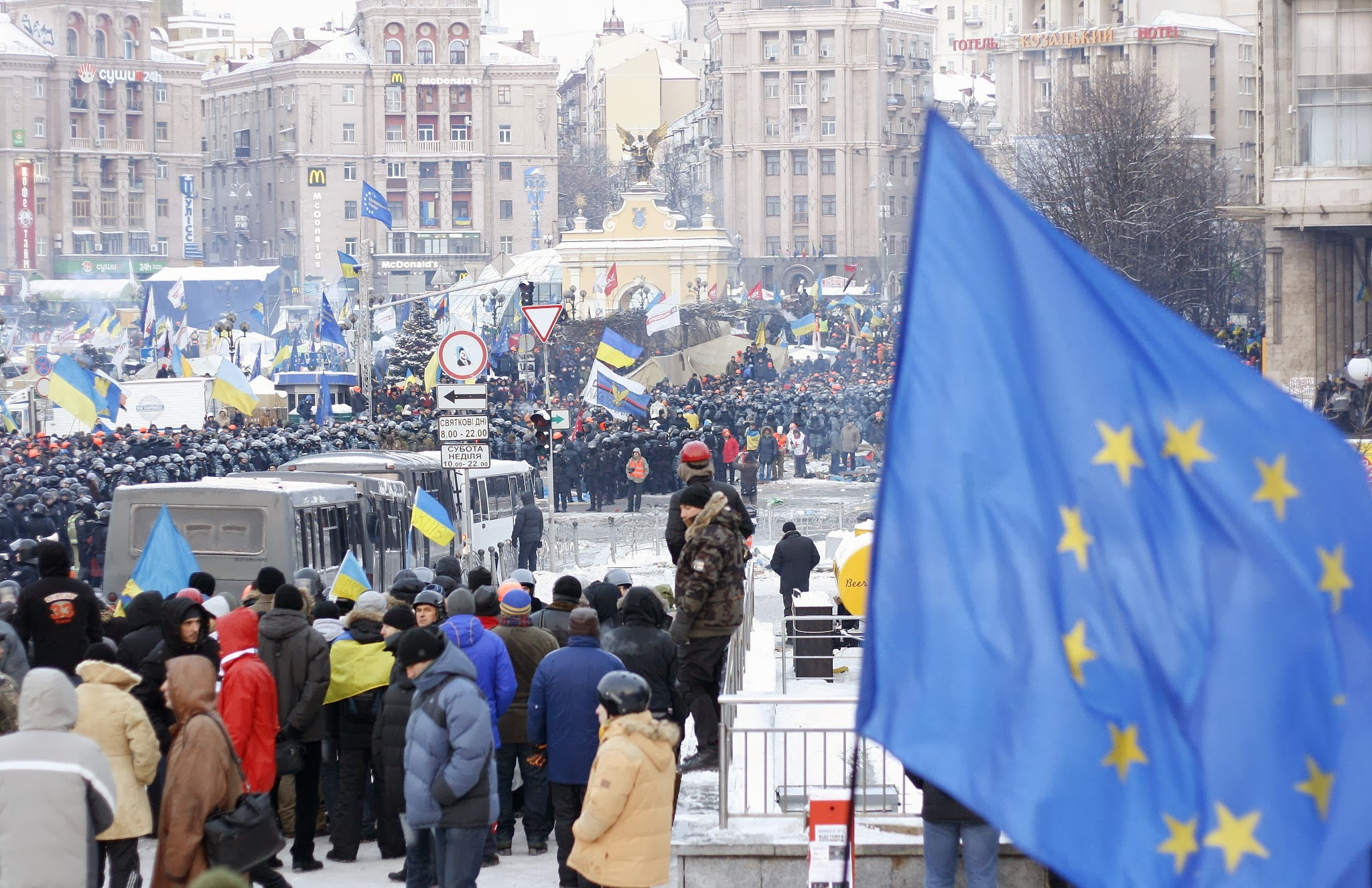
Euromaidanul de pe 11 decembrie 2013
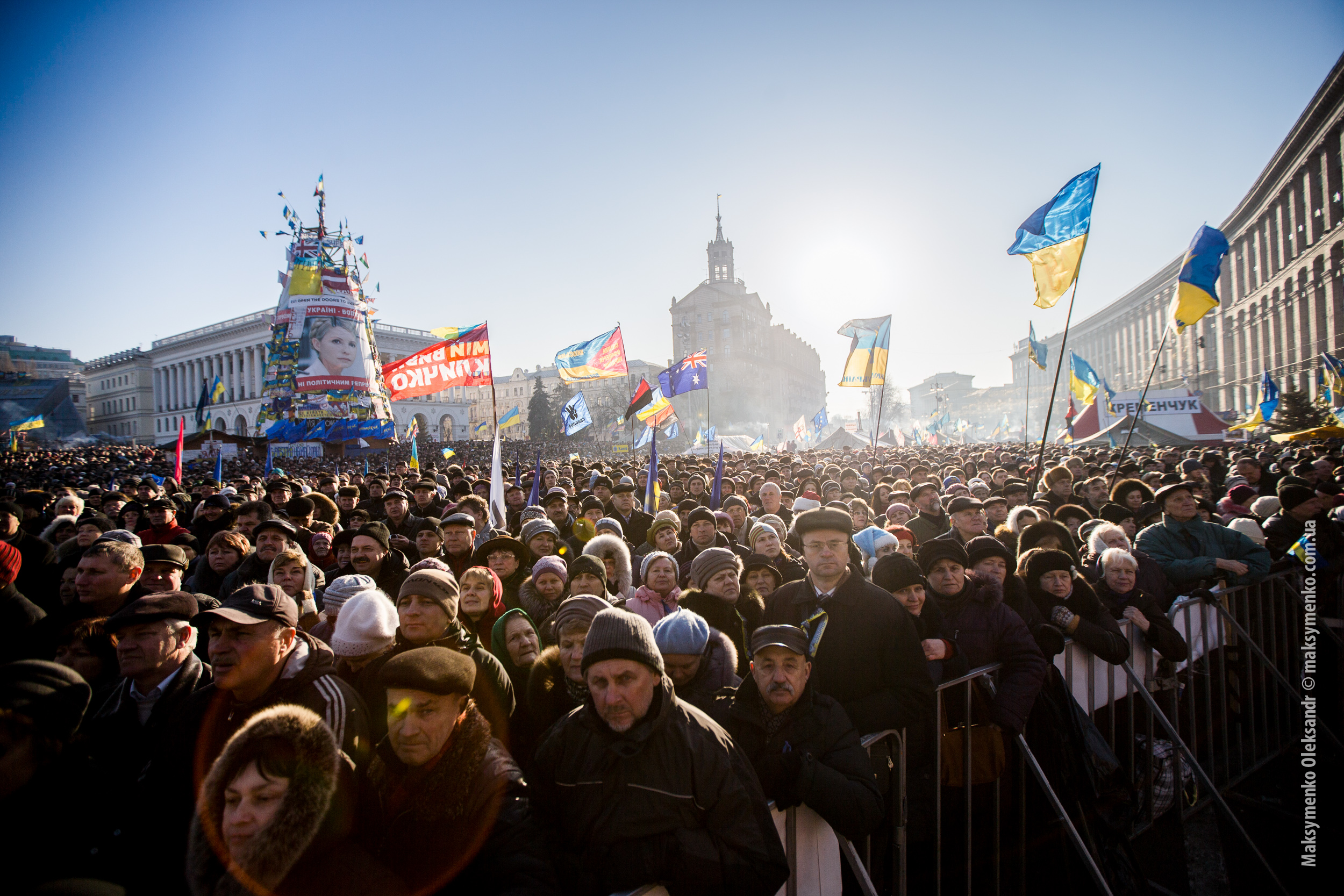
Euromaidanul de la Kiev, 29 decembrie 2013

Pe 27 februarie 2014, soldații ruși fără însemne au ocupat teritoriul ucrainean al Crimeei și au preluat controlul asupra Parlamentului Crimeei după ce populația pro-rusă a proclamat crearea Republicii Autonome Crimeea. Rusia a anexat oficial Crimeea în martie 2014, după un referendum disputat pe scară largă, organizat sub ocupație. Au urmat imediat tulburări pro-ruse în orașele ucrainene Donețk și Lugansk. Conflictul armat din Donbas a început în aprilie 2014, când separatiștii înarmați susținuți de ruși au capturat clădirile guvernului ucrainean. 

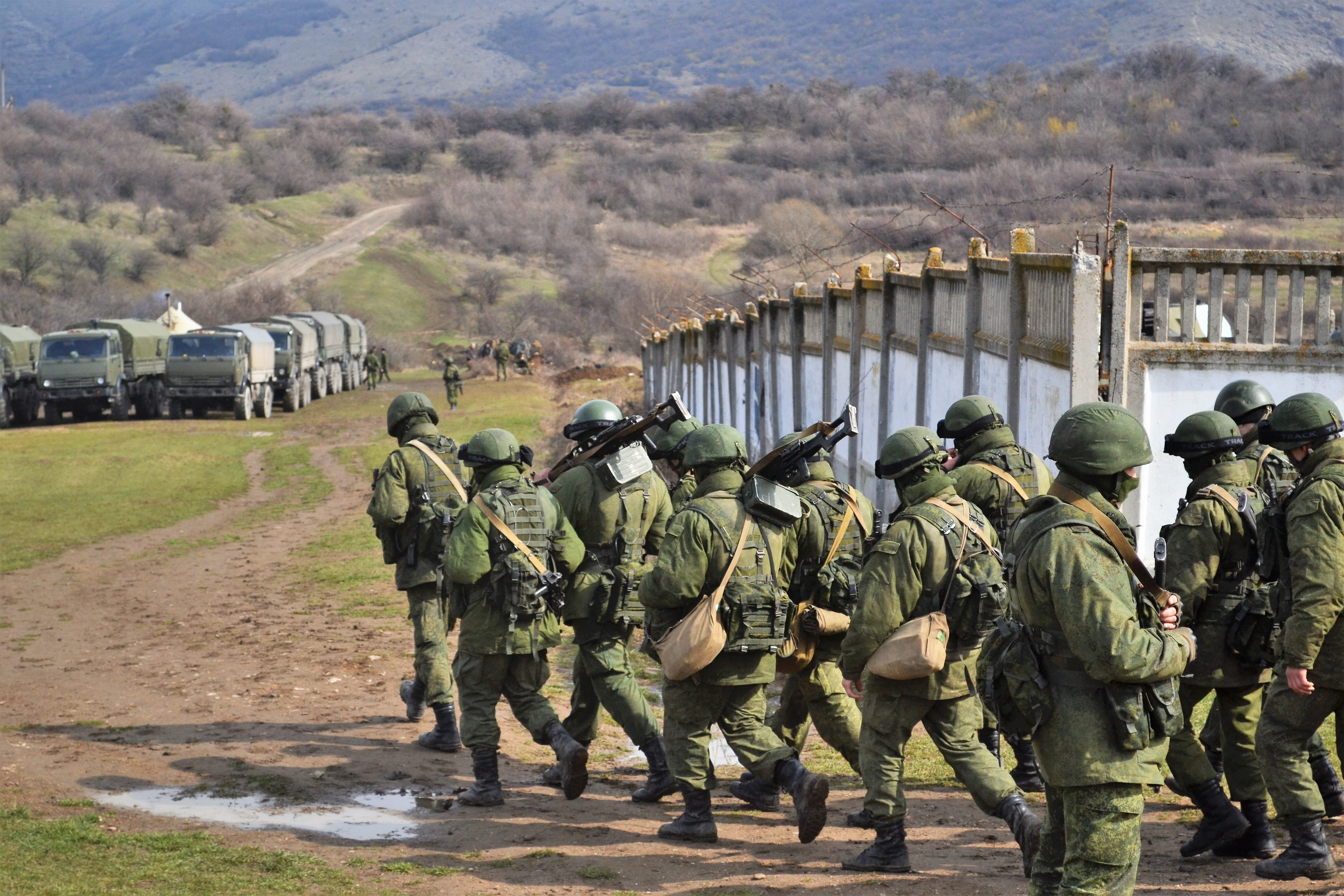
9 martie 2014 - O unitate militară rusă, fără însemne, anexează Crimeea

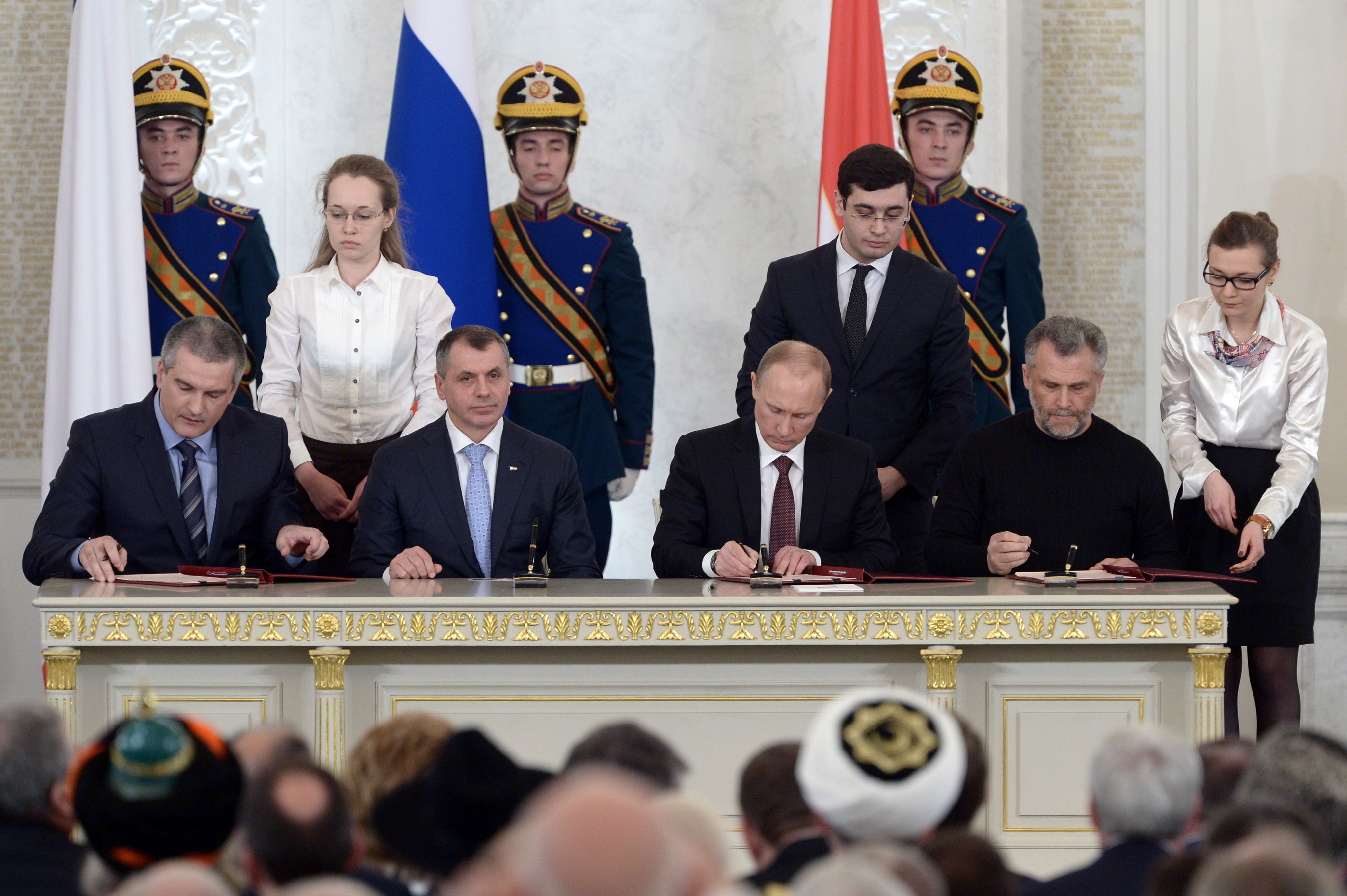
Martie 2014: Președintele rus Vladimir Putin semnează anexarea Crimeii de către Federația Rusă.

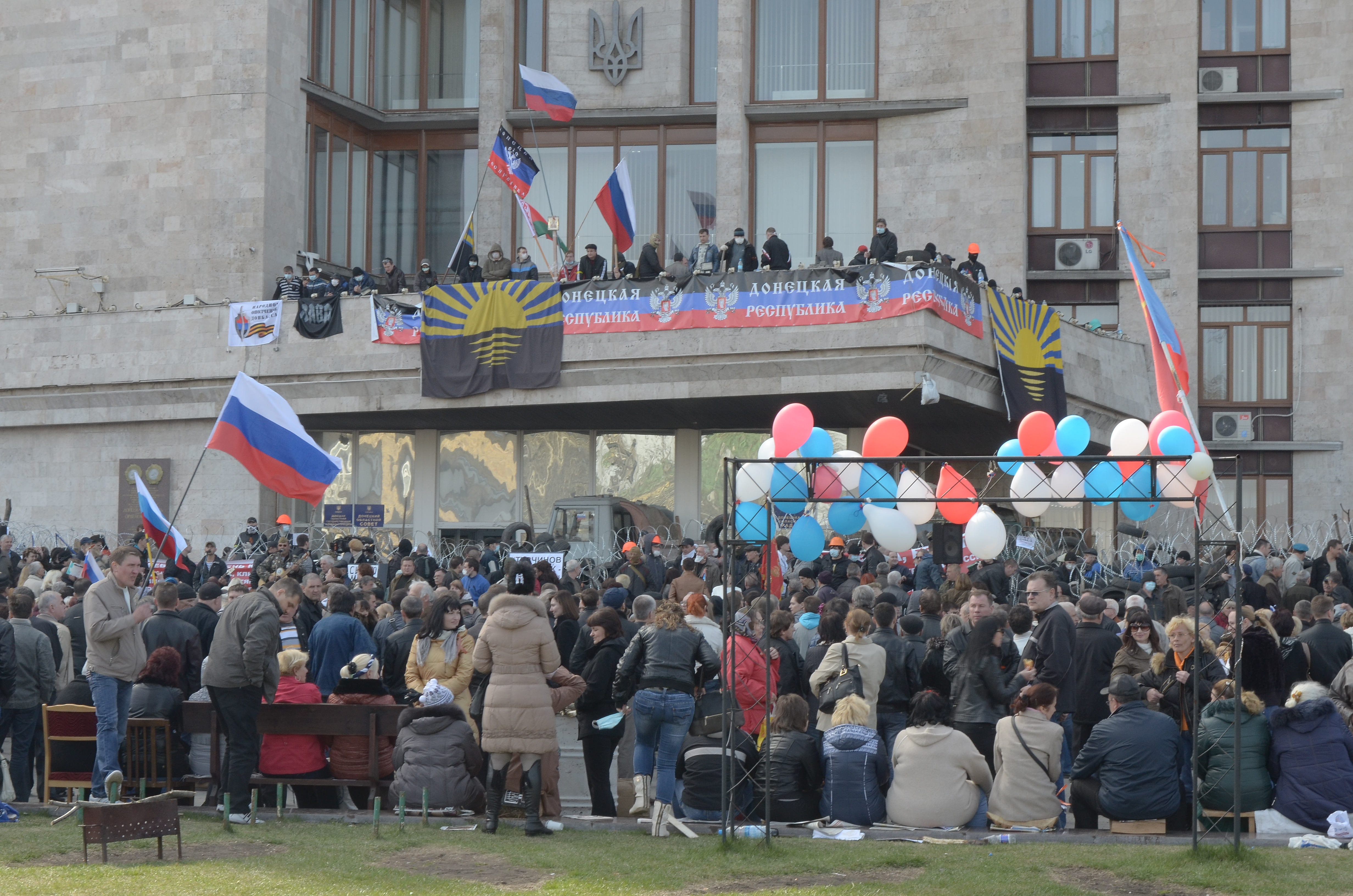
7 aprilie 2014: Protestatarii separatiști pro-ruși ocupă o clădire instituțională din Donețk

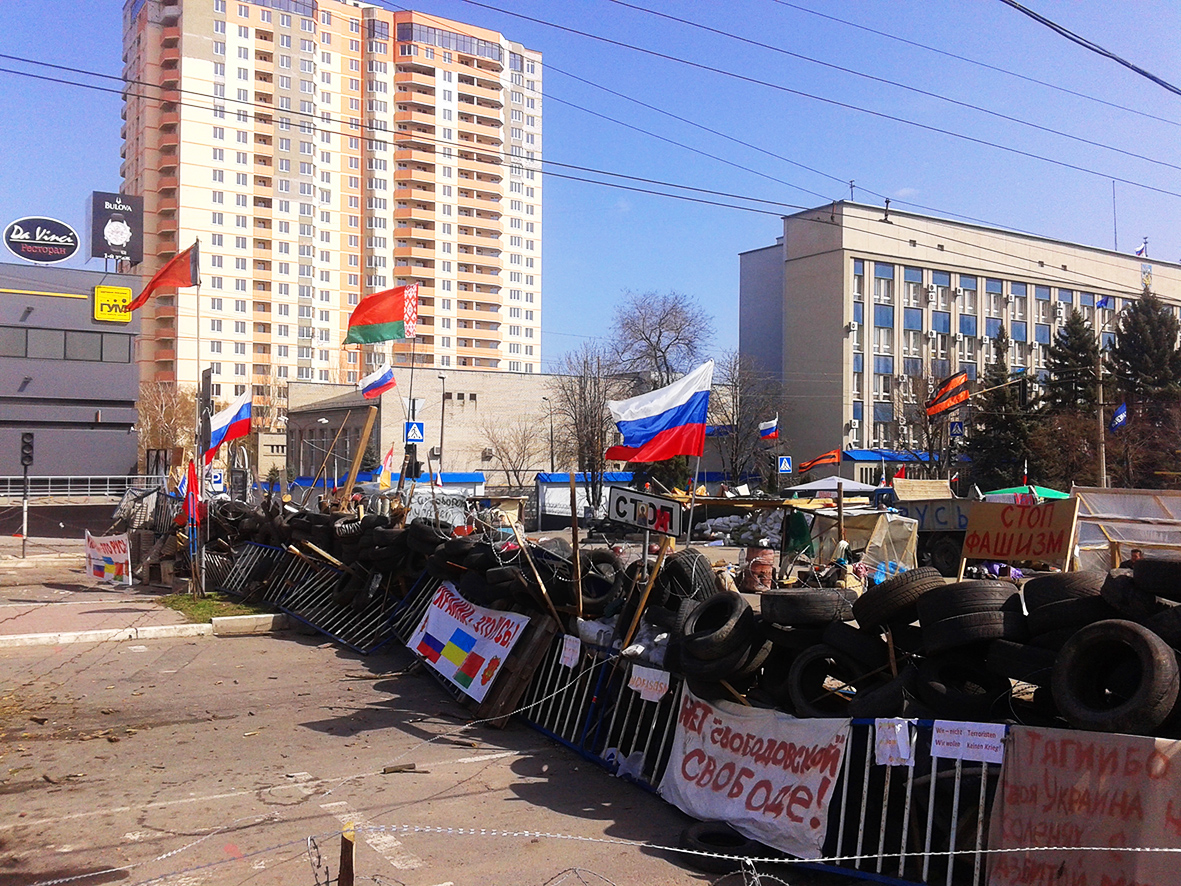
Baricadele separatiștilor pro-ruși din Lugansk

La 6 aprilie 2014, sute de bărbați mascați au luat cu asalt și au confiscat arme din clădirile Serviciului de Securitate din orașele Donețk și Lugansk. Protestatarii pro-ruși au luat cu asalt și au ocupat sediul guvernului regional Donețk, ridicând steagul Rusiei și cerând un referendum pentru unirea cu Rusia. A doua zi, activiștii au avut o întâlnire în clădire și au proclamat „ Republica Populară Donețk ” stat independent.  La 29 aprilie, activiști înarmați pro-ruși au luat cu asalt și au ocupat sediul guvernului regional Luhansk, proclamând „Republica Populară Lugansk”
Anexarea Crimeei și războiul din Donbas au declanșat un val de naționalism rus. Analistul Vladimir Socor a considerat discursul lui Putin din 2014 după anexare drept „manifest al iredentismului Marii Rusii ”. Putin a început să considere Donbas drept „Novorossiya” (Noua Rusie), un fost teritoriu imperial rus care acoperea o mare parte din sudul Ucrainei. Dictatorul rus s-a referit la precedentul independenței Kosovo care a fost sprijinită de SUA și la bombardarea Iugoslaviei de către NATO ca o justificare pentru anexarea Crimeei și războiul din Donbas, în timp ce istoricii i-au asemănat acțiunile cu cele ale lui Adolf Hitler, dictatorul Germaniei naziste care a anexat Austria și Cehoslovacia. 
Când a început conflictul în 2014, Ucraina era oficial o țară neutră și nu căuta aderarea la NATO.  Din cauza ocupării Crimeei de către Rusia și a invaziei Donbasului de către aceasta, parlamentul Ucrainei a votat în decembrie 2014 pentru eliminarea clauzei de neutralitate din Constituție și pentru a solicita aderarea Ucrainei la NATO. Era imposibil ca Ucraina să se alăture NATO în acel moment, deoarece orice țară candidată nu trebuie să aibă „dispute teritoriale externe nerezolvate”. În 2016, președintele Comisiei Europene, Jean-Claude Juncker, a declarat că va dura 20-25 de ani pentru ca Ucraina să adere la UE și NATO. 

## Cronologie

### 2014
Februarie
La data de 26 februarie 2014, persoane înarmate vorbitoare de limba rusă în uniforme militare fără însemne, despre care s-a declarat a fi soldați ruși, au stabilit un punct de control între Sevastopol și Simferopol. La 27 februarie, persoane înarmate în uniforme militare fără însemne au ocupat clădirea Parlamentului din Crimeea și a Consiliului de Miniștri și au înlocuit steagul ucrainean cu steagul rusesc.
La 28 februarie, persoane înarmate acuzate de guvernul ucrainean a fi soldați ruși au ocupat Aeroportul Internațional din Simferopol și Aeroportul Internațional din Sevastopol, în timp ce mass-media occidentală și cea independentă au raportat mișcări de trupe rusești în Crimeea, inclusiv elicoptere militare ruse care se deplasau de-a lungul peninsulei și camioane ale armatei ruse care se apropiau de Simferopol, capitala Crimeii. Oficialii ucraineni au declarat că forțele ruse au preluat o bază aeriană militară în Sevastopol și au înconjurat o bază a pazei de coastă.
1 martie
La 1 martie, bazele militare ucrainene din Crimeea au fost "înconjurate și blocate" de către forțele militare ruse care au preluat controlul peninsulei. Arseni Iațeniuk, prim-ministru al Ucrainei a cerut mai devreme omologului său turc Recep Tayyip Erdogan să nu lase o fregată să treacă prin strâmtoarea Bosfor, potrivit Kiev Times. Șaisprezece militari s-au infiltrat în compania radio-tehnică de la Maganome, lângă Feodosia. Au apărut informații că unitatea a 55-a Antiaeriană din Eupatoria a fost capturată. 
2 martie
La 2 martie, detașamentul ucrainean de infanterie marină staționat lângă Feodosia a fost înconjurat de oameni înarmați care cer predarea acestuia în jurul orei 09:00 EET. În Sudak, personalul stație radar a fost dezarmat.
La 2 martie, trupe ale armatei ruse, fără însemne, a blocat unitatea ucraineană de coastă de la Perevalne (între Simferopol și Alușta) și a cerut pușcașilor marini ucraineni să depună armele.
La 2 martie 2014, 14 soldați ruși Spețnaz au încercat să dezarmeze a 191-a unitate de antrenament a Marinei ucrainene din Sevastopol.

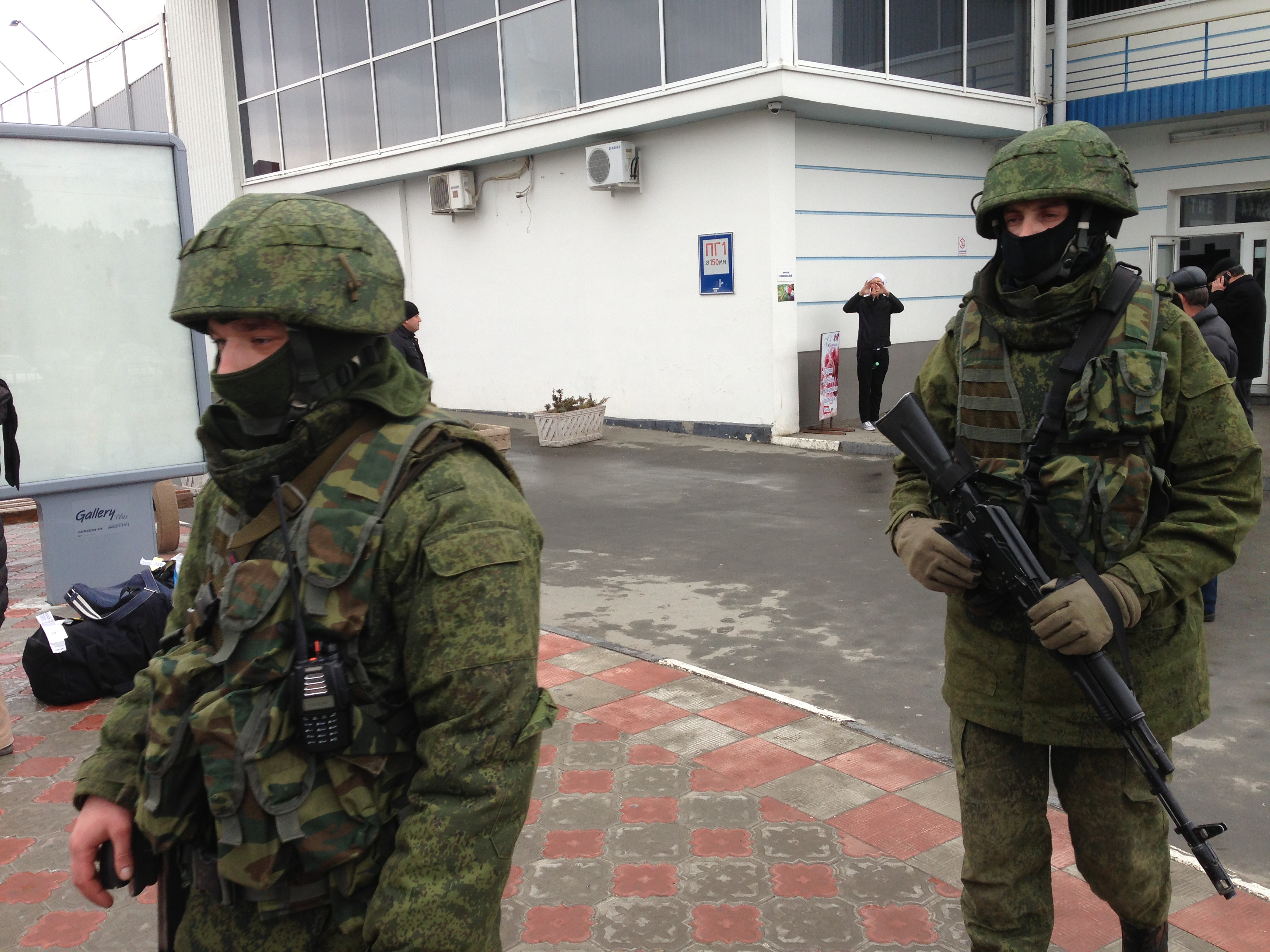
Soldați fără însemne lângă Aeroportul din Simferopol

A existat, de asemenea, o încercare de dezarmare a unității a 39-a de antrenament a Marinei ucrainene de către 30 de militari ai Federației Ruse.
În seara zilei, abia-numitul comandant al marinei ucrainene, amiralul Denis Berezovski, a dezertat, arătând că se supune ordinelor autorităților proruse din Crimeea. Forțele navale nu l-au urmat, rămânând loiale Kievului. Imediat, procuratura generală l-a pus pe Berezovski sub acuzare pentru înaltă trădare.
3 martie
La 3 martie 2014, Flota Rusiei la Marea Neagră ar fi cerut forțelor ucrainene din Crimeea să se predea până la ora 5 a.m. ziua următoare, potrivit ministerului ucrainean al Apărării. Oficialii ruși au respins această informație, de asemenea la expirarea ultimatului nu s-ar fi înregistrat nicio acțiune militara a Rusiei.
4 martie
La 4 martie 2014, Putin a ordonat retragerea în unități a trupelor de la granița cu Ucraina.
La 4 martie 2014, Putin a ținut o conferință de presă în care a afirmat că nu va exista luptă armată cu poporul ucrainean și că președintele legitim este doar Victor Ianukovici. Potrivit lui Putin, formațiunile care blochează unitățile ucrainene în Crimeea, nu sunt militari ruși ci forțele de auto-apărare din Crimeea.
În dimineața zilei de 4 martie, o coloană neînarmată de militari ucraineni au mers spre aeroportul din Sevastopol pentru a prelua controlul bazei. Trupele înarmate fără însemne au tras primele focuri de armă în semn de avertizare.
5 martie
La 5 martie 2014, SUA au trimis spre Marea Neagră portavionul nuclear USS George H.W. Bush (CVN-77). Observatorilor militari OSCE nu li s-a permis accesul în Crimeea. Vladimir Putin a fost nominalizat la Premiul Nobel pentru Pace. În Rada Supremă din Ucraina a fost înregistrat un proiect privind aderarea Ucrainei la NATO.
Forțe militare ruse au preluat controlul parțial a două baze ucrainene de lansare a rachetelor, una din Fiolent, lângă Sevastopol, și a doua în Evpatoria, dar fără a folosi armele. Rachetele ucrainene erau deja dezarmate sau evacuate. La intrarea în lacul Donuzlav unde se află una din bazele flotei militare ucrainene de la Sevastopol, marina rusă și-au scufundat o navă, crucișătorul antisubmarin Oceakov (Очаков), pentru a bloca flota ucraineană.
6 martie

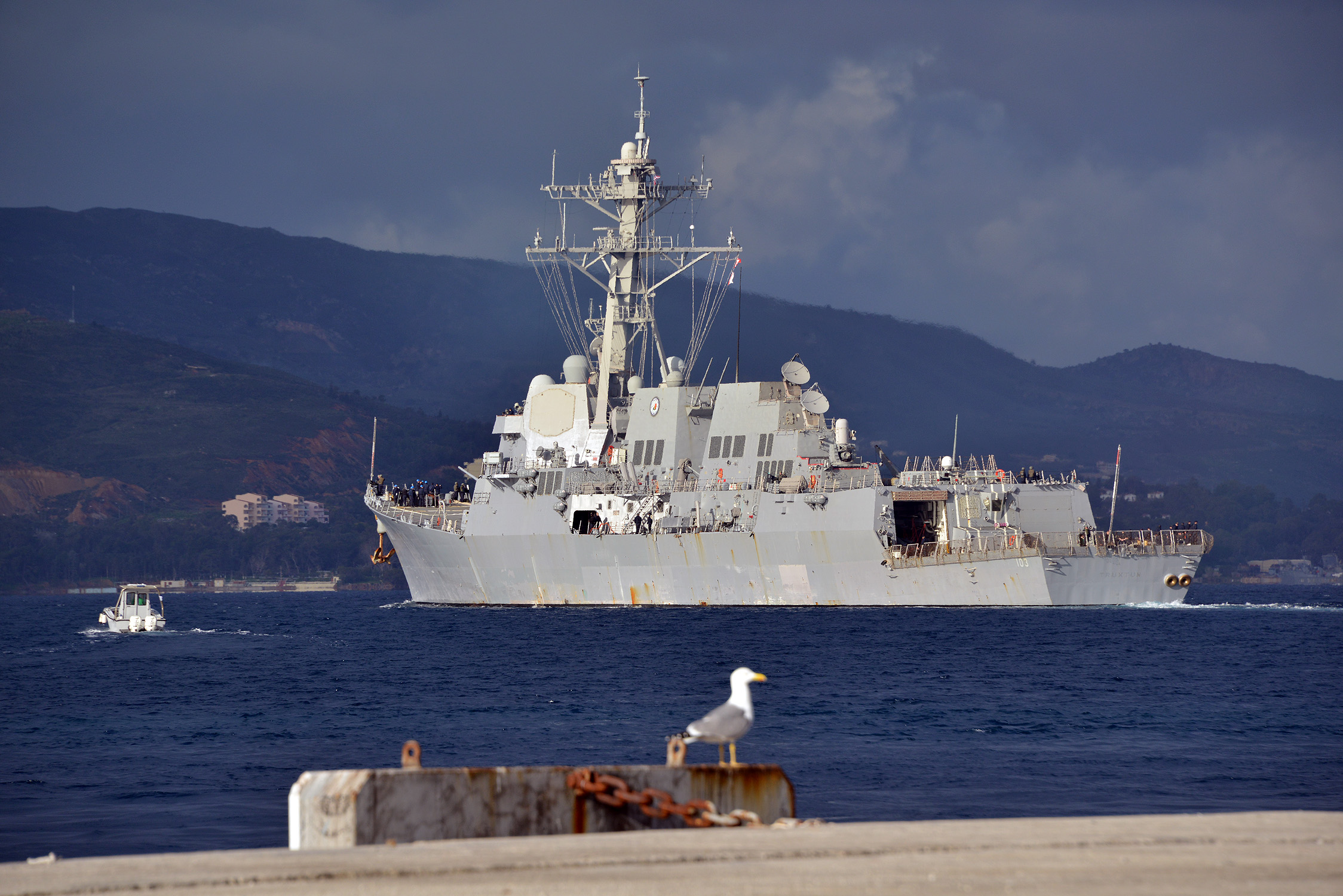
USS Truxtun (DDG-103)

Distrugătorul american USS Truxtun (subordonat portavionului nuclear USS George H.W. Bush) va ajunge în zona Portului Constanța în perioada 8-11 martie pentru a lua parte la exerciții comune cu forțele române și bulgare.
Pe internet circulă mai multe informații despre rafinării din Rusia aflate în flăcări. dar rușii declară că nu este vorba de sabotaj. Parlamentul Crimeii a votat în unanimitate pentru intrarea republicii în componența Rusiei. Vicepremierul Rustam Temirgaliev a afirmat că trupele ucrainene din Crimeea sunt trupe de ocupație și că singura forță armată legală o reprezintă forțele armate ruse din peninsulă.
7 martie
Observatorilor militari OSCE li s-a interzis accesul în Crimeea de către persoane înarmate și s-au retras în Herson. Un avion militar rus a survolat litoralul turc în timp ce USS Truxtun trecea prin Strâmtoarea Bosfor spre Marea Neagră, iar Forțele Aeriene turce au ridicat de la sol avioane de vânătoare pentru a intercepta avionul rus.
8 martie

Regiunea Herson se află deasupra Crimeii

La 8 martie 2014 armata rusă a intrat pe teritoriul satului Chonhar din raionul Henicheski, Regiunea Herson și a blocat a doua intrare în Crimeea.
16 martie
Are loc Referendumul din Crimea. În sudul Regiunii Herson au aterizat mai multe elicoptere ruse care au adus un comando de 60 de soldați.
18 martie

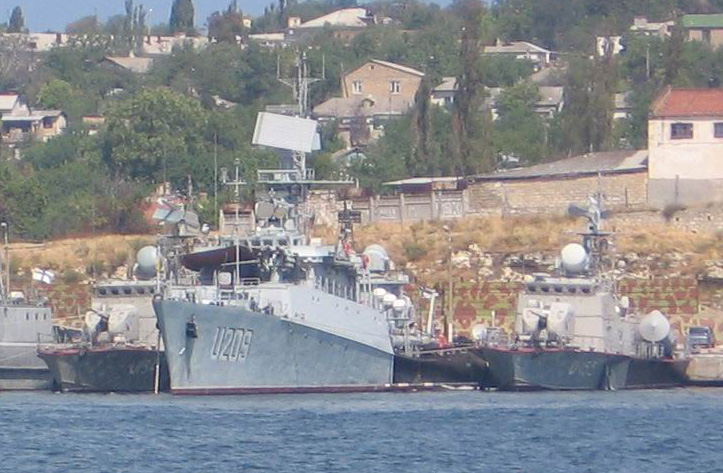
U209 Ternopil în Sevastopol (centru)

Ministerul Apărării al Ucrainei a autorizat trupele sale rămase în Crimeea să-și folosească arma din dotare. Această decizie a fost luată cu scopul de a proteja soldații în legătură cu moartea unui militar ucrainean (Kakurin S.V.) în timpul asaltului asupra centrului operațional de suport fotogrammetric al Forțelor Armate ale Ucrainei din Simferopol.
20 martie
Corveta ucraineană „Ternopil” (U209) a fost atacată de indivizi înarmați cu grenade. Duma de Stat a ratificat tratatul privind alipirea Crimeii la Federația Rusă. Ucraina susține că Rusia este pregatită sa intervină militar în estul și în sudul țării.
22 martie

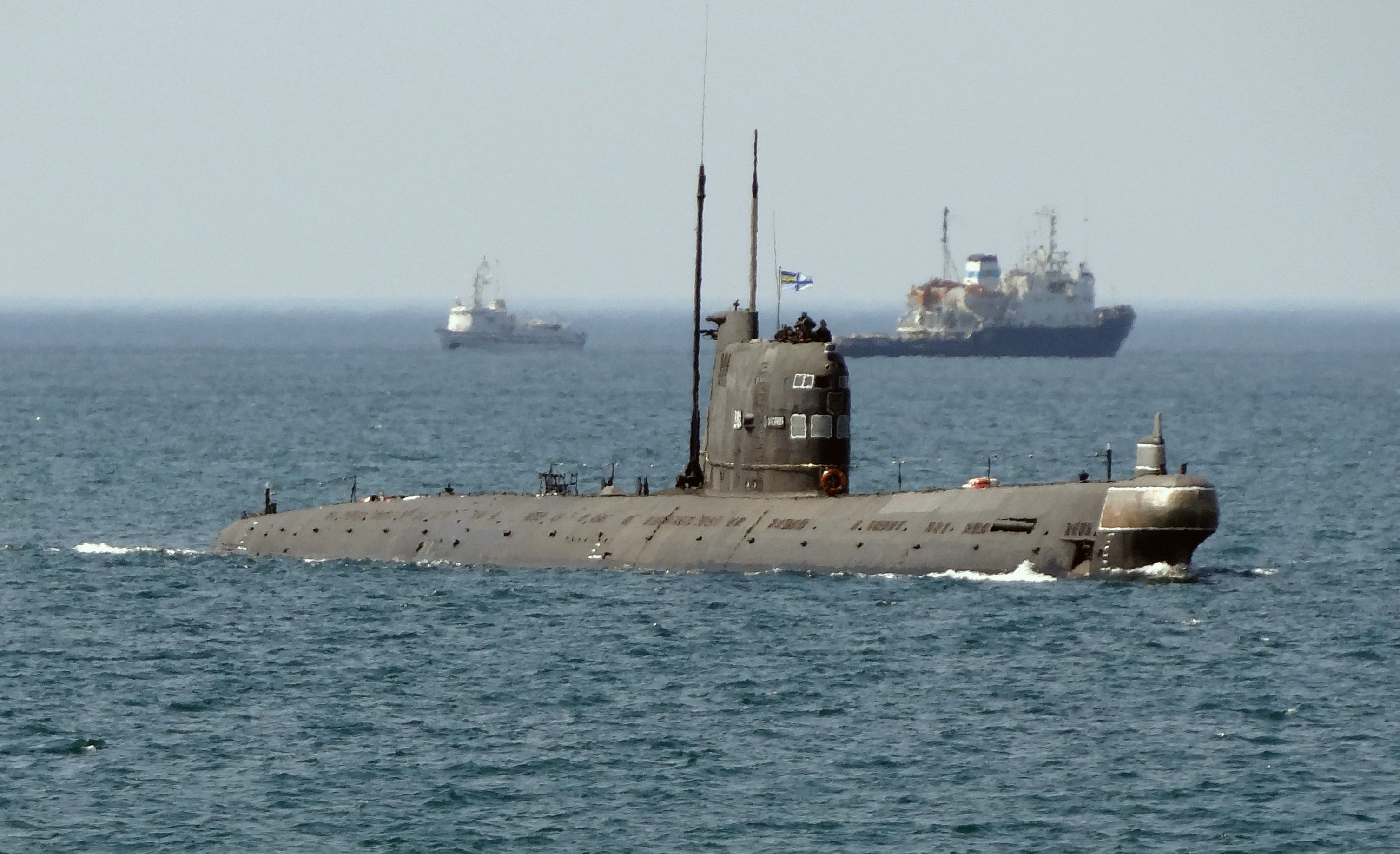
Submarinul Zaporojie (U-01)

Submarinul Zaporojie (U-01) a fost preluat de marina militară rusă. Două baze militare ucrainene (de la Novofedorivka și Belbek) au fost atacate de miliții proruse asistate de soldați și ofițeri ruși. La Belbek cel puțin o persoană a fost rănită.
23 august
NATO afirmă că armata rusă oferă suportul artileriei grele trupelor înarmate (pro-)ruse din estul Ucrainei. Un „convoi umanitar” despre care ar exista suspiciunea că este folosit pentru transfer masiv de armament dinspre Rusia către trupele sale (pro-)ruse din estul Ucrainei ar fi intrat în Ucraina fără acordul autorităților de la Kiev și fără implicarea Crucii Roșii.
27-28 august
Forțele militare regulate rusești din regiunea Taganrog ar fi pătruns în Ucraina. Orașul Novoazovsk ar fi fost ocupat de armata rusă.
1 septembrie
Ministrul ucrainean al apărării a confirmat că soldați ruși ar fi pătruns în estul Ucrainei până în Donețk, pentru a-i ajuta pe separatiștii pro-ruși. Vladimir Putin susține crearea Novorusiei, un stat rus independent pe teritoriul actual al Ucrainei.
7 octobrie
Rușii folosesc pe scară largă tortura împotriva ucrainenilor capturați (atât militari, cât și civili, ceea ce este o crimă de război). Unul dintre primele cazuri înregistrate de tortură a prizonierilor de război în Ucraina a fost incidentul din 7 octombrie 2014 din orașul Zugres (regiunea Donețk), când ucraineanul Ihor Kozhoma, în vârstă de 53 de ani, a încercat să-și scoată soția din teritoriul ocupat, a fost legat de un post și torturat timp de câteva ore de ruși și localnici separatiști . Un caz similar a fost în cazul Iryna Dovgan (civilă), rezidentă în Donețk, care a fost torturată public pentru poziția ei pro-ucraineană .

### 2022
La  10 februarie, Ucraina a afirmat că exercițiile marinei ruse în Marea Neagră și Marea Azov au făcut navigația „practic imposibilă”, precizând că exercițiile fac parte dintr-un „război hibrid” împotriva țării. Ministrul de externe Dmytro Kuleba spune că Marea Azov este complet blocată, blocând în esență porturile ucrainene. Rusia și Belarus au început un exercițiu militar de 10 zile. Statele Unite și NATO denunță exercițiul, NATO numind-o cea mai mare desfășurare de trupe rusești de la Războiul Rece.
La 17 februarie, guvernul ucrainean i-a acuzat pe separatiștii ruși că au bombardat cu artilerie o grădiniță din Stanîcino-Luhanske, Regiunea Luhansk, rănind trei civili. Republica Populară Lugansk a spus că forțele sale au fost atacate de armata ucraineană cu mortiere, lansatoare de grenade și foc de mitralieră. Cel puțin 32 de obuze ar fi lovit orașul, provocând pene de curent și distrugând mai multe structuri.
La 18 februarie, Republica Populară Donețk și Republica Populară Lugansk a ordonat evacuarea obligatorie a civililor din capitalele lor respective.
Până la 21 februarie, Rusia a desfășurat avioane de luptă, echipamente și un total de până la 190.000 de soldați la sud, la est și la nord de Ucraina.
La 22 februarie, Republica Populară Donețk și Republica Populară Lugansk au fost recunoscute de Rusia în cadrul actualelor granițele administrative ale regiunilor ucrainene Donețk și Lugansk. De asemenea, cancelarul german Olaf Scholz a suspendat procesul de autorizare a gazoductului Nord Stream 2.

## NATO
Din cauza crizei din Crimeea, membrii NATO Lituania și Polonia au solicitat o reuniune NATO la 4 martie. Șase avioane de vânătoare F-15 au ajuns la 6 martie în Lituania pentru a securiza zona de est a Europei în contextul tensiunilor din Crimeea. În Polonia, SUA aveau deja mai multe avioane F-16, precum și câteva aeronave de transport Lockheed C-130 Hercules.
La 3 martie 2014, Rusia a desfășurat 3.500 de trupe și echipamente grele pe coasta Mării Baltice, în Regiunea Kaliningrad lângă frontierele poloneze și lituaniene.

### România
Primăriile și Consiliul Județean din Suceava trebuie să realizeze planul de mobilizare și proiectul bugetului de război până la 14 martie, cerințe solicitate de Guvernul României. Județul Suceava se învecinează la nord cu Ucraina dar Președintele Consiliului Județean Cătălin Nechifor a declarat că aceste acțiuni nu au legătură cu criza din Ucraina.

## Reacții
- Qin Gang, purtătorul de cuvânt al Ministerului de Externe a declarat că „China condamnă recentele violențe ale extremiștilor și îndeamnă părțile implicate la soluționarea pașnică a disputelor interne. [...] China respectă independența, suveranitatea și integritatea teritorială a Ucrainei. China cere tuturor părților să găsească o soluție prin dialog și consultări în baza legii și a normelor relațiilor internaționale”.[90][91] Delegatul Chinei la ONU, Zhang Jun, a solicitat la 21 februarie 2022 „tuturor părților” să dea  dovadă de reținere și să evite „alimentarea tensiunilor”, însă s-a abținut în a condamna recunoașterea de către Kremlin a regiunilor separatiste pro-ruse din estul Ucrainei.[92]
- Donald Tusk: „Dependența Germaniei de gazul rusesc poate limita cu adevărat suveranitatea Europei.”[93]
- Președintele Nursultan Nazarbaev a optat pentru „respectarea suveranității și integrității teritoriale a Ucrainei”.[94]
- Angela Merkel: „Rusia a furat Crimeea Ucrainei.”[95]
- Aleksandr Dughin: „Scopul primar al operațiunii Maidan: [...] SUA au împins lucrurile de la bun început spre un conflict armat.”[96]
- După invazia rusă a Ucrainei din februarie 2022, Francisc l-a sunat pe președintele ucrainean Volodymyr Zelensky, exprimându-și „durerea” că Vaticanul încearcă să găsească „spațiu de negociere”.[97] „Sfântul Scaun este gata să facă totul pentru a sluji lumea”, a spus Papa, anunțând că va trimite doi cardinali de rang înalt pentru a ajuta Ucraina la începutul lunii martie.[98] Papa Francisc a sfințit Rusia și Ucraina pe 25 martie 2022.[99]